# Bernard Evslin
Bernard Evslin (né le 4 avril 1922 à Nouvelle-Rochelle et mort le 4 juin 1993 à Kauai) est un scénariste, dramaturge et écrivain américain principalement connu pour ses réécritures de la mythologie grecque à but pédagogique.

## Biographie
Diplômé de l’université Rutgers, il débute par une carrière de dramaturge, sa pièce The Geranium Hat trouvant ainsi un bon écho à Broadway en 1959, puis officie en tant que scénariste et réalisateur de documentaire remarqué. Ce n’est que vers le milieu des années 1960 qu’il se tourne vers l’histoire et la mythologie grecque antique, écrivant un nombre important de livres pour enfants et de supports scolaires sur le sujet. Ses œuvres connaissent un grand succès et lui permettent de gagner plusieurs prix littéraires, dont notamment le Washington Irving Children’s Book Choice Award pour Hercules (1986) ou une nomination au National Book Award pour The Green Hero. Il décède en 1993 d’une crise cardiaque.
Plus intimement, il est marié à Dorothy Evslin et a quatre enfants.
Son style d’écriture repose sur le mélange entre narration traditionnelle de contes et style américain moderne. Ses travaux passent souvent par une réécriture des mythes grecs en modifiant légèrement leur trame, voire en inventant de nouvelles situations et de nouveaux personnages.